# 連載
連載（れんさい）とは、新聞および雑誌などに続き物として掲載することである。連記と同じように、連ねて記載することの意味もある。対義語は読み切り。